# 卡内斯特鲁什
卡内斯特鲁什是葡萄牙贝雅区的一个堂区。总面积60.33平方公里，总人口541人，人口密度9人/平方公里。